# Connor Trinneer
Connor Trinneer (* 19. března 1969 Walla Walla, Washington) je americký herec.
Navštěvoval Pacific Lutheran University v Tacomě, vystudoval herectví a režii na University of Missouri–Kansas City. Věnuje se především divadelnímu herectví, mimo jiné v inscenaci Arcadia v Huntington Theater Company v Bostonu, dlouho spolupracuje s Circle X Theatre v Hollywoodu. Od roku 1996 příležitostně hraje též v televizi, postupně hostoval např. v seriálech One Life to Live, Cesta do neznáma, Dotek anděla, Vražedná čísla, Zločiny ze sousedství, Námořní vyšetřovací služba, Beze stopy, Griffinovi, Myšlenky zločince, Terminátor: Příběh Sáry Connorové, 24 hodin, Closer, Lincoln Heights, Mentalista, Pretty Little Liars a NCIS: Los Angeles. V letech 2001–2005 hrál jednu z hlavních postav seriálu Star Trek: Enterprise komandéra Charlese „Tripa“ Tuckera. V letech 2006–2008 se objevil v celkem 10 epizodách seriálu Hvězdná brána: Atlantida jako Wraith Michael Kenmore.